# パールシュヴァ

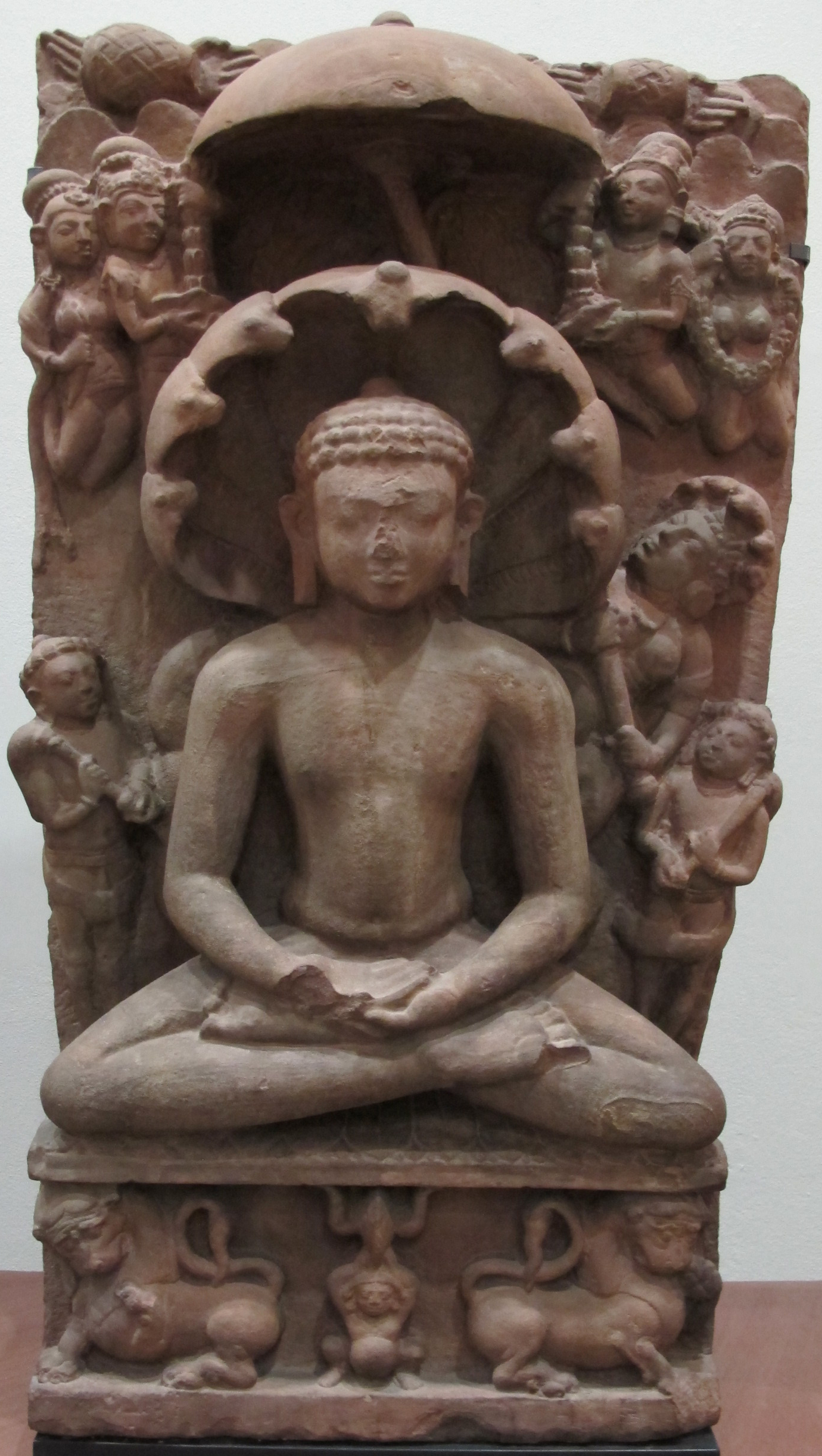
パールシュヴァナータ座像

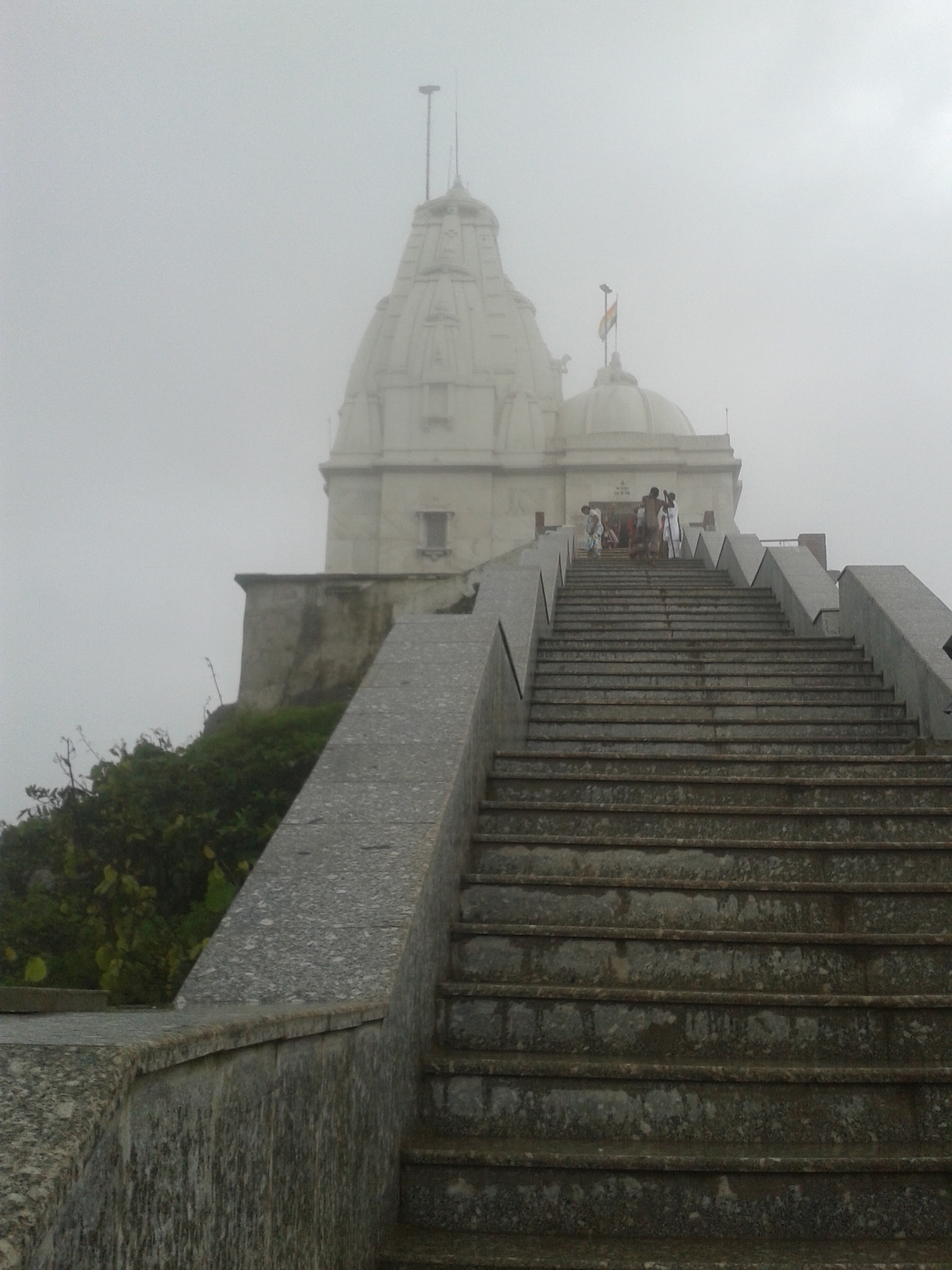
パーラスナート山の寺院

パールシュヴァ（サンスクリット: पार्श्व Pārśva）またはパールシュヴァナータは、ジャイナ教の23人目のティールタンカラ。22人目までのティールタンカラが歴史上の人物とは考えられないのに対し、パールシュヴァはおそらく実在の人物と考えられている。
アルダマーガディー語形ではパーサ。「プリサーダーニーヤ」（人々に受け入れられる）の形容辞を持って呼ばれる。図像学的にはヘビ（ナーガ）を象徴物とする。

## 事績
仏教文献が4つの戒律を持つニガンタ派の存在に言及していることなどから、パールシュヴァはおそらくマハーヴィーラに先だつ実在の人物と考えられている。しかしながら、パールシュヴァの生涯について史実と確認できることはほとんど何もない。
『カルパ・スートラ』の伝えるパールシュヴァの伝記は非常に簡単で、大部分はマハーヴィーラの伝記のうち固有名詞と年月を置きかえたものにすぎないが、それによると、パールシュヴァはヴァーラーナシーにおいてアシュヴァセーナ王とその妃のヴァーマーの間に生まれた。ヴァーラーナシーの無憂樹のもとで出家した後、完全智を得た。彼の説いた教えは14のプールヴァ（プッヴァ）と呼ばれるものだった。その後、サンメータ山頂において100歳で没し、ニルヴァーナを得た。
現ジャールカンド州のパーラスナート山(en)の名はパールシュヴァナータに由来し、24人のティールタンカラのうちパールシュヴァを含む20人がこの山でニルヴァーナに達したとされるジャイナ教の聖地である。

## マハーヴィーラの教えとの関係
『アーチャーラーンガ・スートラ』（アーヤーランガ・スッタ）によれば、マハーヴィーラの両親はパールシュヴァの教えに帰依していた。
パールシュヴァとマハーヴィーラの教えの違いにはまず戒律の差がある。マハーヴィーラの教えでは非殺生・非妄語・非盗・非淫・非所有の5つのマハーヴラタを守る必要があるが、パールシュヴァの制戒は非殺生・非妄語・非与取（与えられないものを取らない）・他に与えないことの4つであった。両者は実質的に同じことを言っているという解釈もあるが、非淫をはっきり別に取りあげたのはマハーヴィーラの功績であった。
『ウッタラーディヤヤナ』（ウッタラッジャーヤー）に見える、パールシュヴァの教えを奉じるケーシとマハーヴィーラの弟子のインドラブーティ・ガウタマとの会話から、裸形の強調もマハーヴィーラによる変革であったとも考えられるが、この経典が白衣派によるものであり、裸形でないことを擁護する意図があるという考え方もある。
ジャイナ教の伝承によればジャイナ教の古い教えには14のプールヴァと12のアンガがあったが、プールヴァはパールシュヴァの教えにさかのぼるという。プールヴァは口伝によって伝えられ、次第に失われたとされる。ジャイナ教徒は、失われた12番目のアンガにプールヴァが集められていたと信じている。